# Rawdon (Quebec)
Rawdon – miasto turystyczne, głównie zamieszkane przez ludność francuskojęzyczną, położone nad rzeką Ouareau w południowo-wschodniej części prowincji Quebec, około 70 km na północ od Montrealu. Jest stolicą gminy hrabstwa Matawinie w regionie Lanaudière.

## Geografia

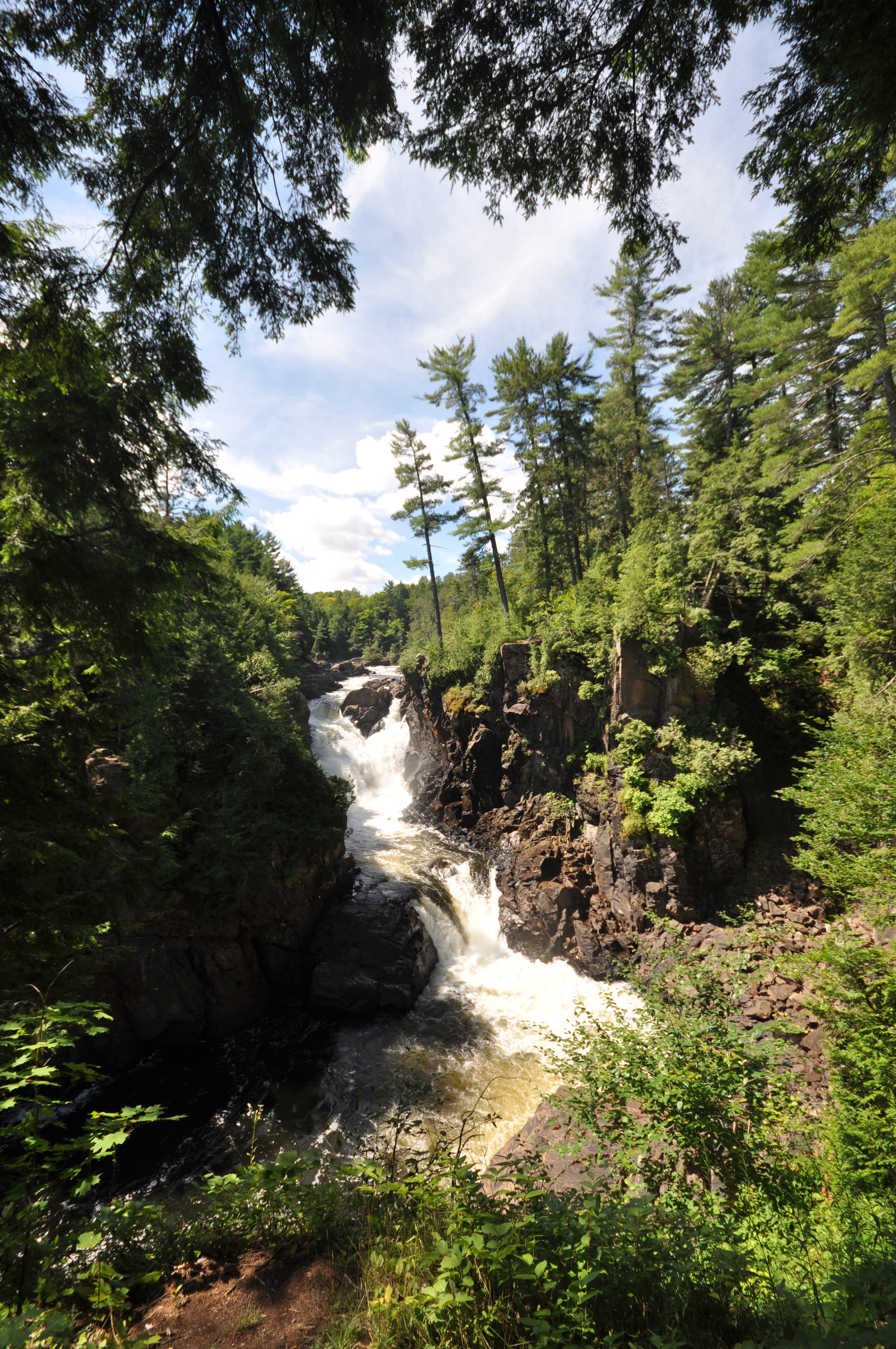
Wodospad Dorwina w Rawdon, QC, Canada

Rawdon leży na skraju Tarczy Kanadyjskiej. Dzięki licznym jeziorom i rzekom stanowi cel turystyki w okresie letnim. Temperatura latem może wynosić 35 stopni, a zimą spadać do minus 30 stopni.   

## Historia
Przed przybyciem Europejczyków na terenach tych mieszkali Algonkinowie. Miasto Rawdon zostało utworzone w 1799 roku. Nazwa miasta pochodzi od nazwiska brytyjskiego arystokraty, wojskowego i polityka, lorda Hastings. Do roku 1844 miasto było zamieszkane głównie przez osadników pochodzenia irlandzkiego. Później przybywało tu coraz więcej kanadyjczyków frankofońskich. Po pierwszej i drugiej wojnie światowej osiedliła się tu wielka liczba uchodźców, szczególnie polskiej arystokracji. W Rawdon mieszkają przedstawiciele rodów Czetwertyńskich, Tyszkiewiczów, Zamoyskich, Potockich, Radziwiłłów, Tarnowskich, Plater-Zyberk, Siemieńscy, Trzcińscy i wielu innych. 

## Kultura
Rawdon jest miastem wieloetnicznym, istnieją kościoły i cmentarze wielu wyznań. W latach 1987–1987 powstał ośrodek dialogu multietnicznego powołany przez osoby o korzeniach rosyjskich, polskich, ukraińskich, czeskich, szwedzkich, holenderskich i węgierskich. Działalność ośrodka sprzyja rozwojowi własnego dziedzictwa kulturowego i harmonijnemu współistnieniu różnych kultural w tej samej zbiorowości.
Rawdon leży w tej części prowincji Quebec, gdzie odbywa się wiele imprez muzycznych. Zaledwie 45 na wschód leży Joliette, miejsce, gdzie odbywają się co roku największe w Kanadzie letnie festiwale muzyki poważnej, a także:
- Międzynarodowy Festiwal Folkloru (Festival international de folklore de Rawdon), poświęcony muzyce folklorycznej,
- Festiwal Zimowy, zwany także Swiętem Sniegu (Festival Hivernival de Rawdon), promujący działalność kulturalną w okresie zimowym,
- Festival Swiatowy w Rawdon (Festival Intermonde de Rawdon) promujący mozaikę kultur występujących w Rawdon,
- Pokazy Wodne (L'Eaushow), spektakl Światło i dźwięk z efektami wody.

W okresie letnim w Rawdon działa również teatr.
Jeux du Québec: Elle a accueilli les compétitions de ski alpin pour les Jeux du Québec durant l'hiver 2007

### Wodospad Dorwina
W obrębie miasta znajduje się wodospad Dorwina, z którym łączy się indiańska legenda. Legenda ta głosi, że w tej okolicy żył zły czarodziej Nipissingue, który pokochał śliczną Hiawhithę i chciał ją poślubić. Hiawhitha postanowiła jednak, że odda rękę Arondackowi z sąsiedniego plemienia. Nipissingue wywołał wojnę, w której Arondack został ranny. Opiekowała się nim Hiawhitha. Pewnego dnia poszła nad strumyk nazbierać medycznych ziół. Tam zobaczył ją Nipissingue, i z zemsty popchnął ją w przepaść. To rozgniewało wielkiego Manitou, posłał on piorun, który przekształcił mały strumyk w potężny wodospad, a Nipissingue pozostał tam jako kawał skały przypominający kształtem twarz Indianina.

## Szkolnictwo
Na terenie Rawdon istnieją dwie szkoły prywatne, dwie publiczne francuskojęzyczne szkoły podstawowe i jedna publiczna francuskojęzyczna szkoła średnia oraz jedną publiczna anglojęzyczną szkoła podstawowa.

## Ludność
| Rok  | Licz. | ±%     |
| 1991 | 6,841 | —      |
| 1996 | 8,254 | +20.7% |

| Rok  | Licz.  | ±%     |
| 2001 | 8,648  | +4.8%  |
| 2006 | 10,058 | +16.3% |

| Rok  | Licz.  | ±%    |
| 2011 | 10,416 | +3.6% |

Liczba ludności latem zwiększa się dwu- a nawet trzykrotnie dzięki turystyce i obecności wielu domów wykorzystywanych do celów wypoczynku letniego.